# Punkin Puss y Mush Mouse
Punkin Puss y Mush Mouse es el título no traducido de la serie animada Punkin Puss and Mush Mouse creada por los estudios de animación de Hanna-Barbera. Se trata de un gato y de un ratón antropomorfos y parlantes cuyas aventuras se emitieron el 14 de enero de 1964 por la televisión estadounidense dentro del programa infantil del El show de Maguila Gorila, conjuntamente a la serie del Conejo Ricochet y Coyote Droop-a-Long. En caso de haber sido traducido al castellano el título más aproximado posible hubiera sido El gato Calabaza y el Gachas el ratón.

En 1966 fueron adquiridos los derechos de emisión por la cadena de televisión ABC que emitió 23 de sus capítulos.

## Personajes
- Punkin Puss: Es un gato escuálido de color naranja facciones relajadas. Incluso el pelo de los costados de su cara es lacio y caído. Sobre su cabeza lleva un enorme sombrero de color de ala ancha por las que le sobresalen las orejas, y de alta copa que se estrecha a medida que se eleva. El sombrero está raido y desastrado. Viste camiseta de manga corta sobre la que se abriga con un chaleco de color azul. Lleva unos pantalones que por lo raidos que están parecen cortos.
- Mushmouse: Es un ratoncito de color ocre pardo, de carita rosada orejas redondas y hocico picudo. Como su compañero luce un enorme sombrero de color gris, cónico en su cimera y con gran ala, raído y astroso, por el que le sobresalen las orejas. Mushmouse tan solo lleva un chalequito negro.

## Argumento
En contra de los anteriores dúos Gato-ratón que había venido produciendo Hanna-Barbera, los maestros de la animación pretendieron dar un giro a la idea odio gato-ratón, y pensaron crear una pareja de ambos bien avenidos. Punkin Puss y Mushmouse son dos habitantes del sureste profundo de los Estados Unidos.

## Doblaje
- Punkin Puss: Allan Melvin/Carlos Rotzinger
- Mushmouse: Howard Morris/Carlos Becerril

## Episodios
1. Llamando a los parientes (Callin' All Kin) 1964
2. Pequeño cambio (Small Change)1964
3. Timado (Hornswoggled)1964
4. Pelea musculosa (Muscle Tussle)1964
5. Gato pellizcado (Cat Nipped)1964
6. Prácticas Militares Nerviosas (Army Nervy Game)1964
7. Viendo es Creyendo (Seein´ Is Believein´)1964
8. Cortina desastrosa (Courtin´ Disaster)1964
9. El Cuento de dos Gatitas (A Tale Of Two Kitties)1964
10. Rumiando (Chomp Romp)1964
11. Consigue el Día como gato (Catch As Cat Can Day)1964
12. Salta baches (Jump Bumps)1964
13. Oso de ningún lugar(Nowhere Bear)1964
14. La Leyenda del Murciélago Mouseterson (Legend Of Bat Mouseterson)1964
15. Súper Abatidor (Super Drooper) 1964
16. Cadera animada (Pep Hep) 1965
17. Disparado y perdido (Shot At And Missed)1965
18. El Ratón de S.O.M.P (The Mouse From S.O.M.P.)1965
19. Huésped de un Fantasma (Host Of A Ghost)1965
20. Feudo Feudal (Feudal Feud) 1966
21. Heredero condicionado (Heir Conditioning) 1966
22. Hyde y Shriek (Hyde And Shriek)1966
23. Galleta desafortunada (Misfortune Cookie)1966

## Otras apariciones
- Punkin' Puss hizo un cameo como animatronic en el episodio del Laboratorio de Dexter (1996): "Chubby Cheese".